# Oceanos
L'Oceanos fu una nave da crociera battente bandiera greca, costruita nel 1952 nei cantieri Forges Chantiers de la Gironde, a Bordeaux, per la società francese Messageries Maritimes con il nome di Jean Laborde, naufragata il 4 agosto 1991 al largo delle coste del Sudafrica.

## La nave
Utilizzata inizialmente sulla rotta Marsiglia - Madagascar - Mauritius nel corso della sua vita cambiò più volte nome: Mykinai, Ancona, Brindisi Express, Eastern Princess e infine, nel 1976, Oceanos quando fu acquistata della compagnia greca Epirotiki Lines.

## Naufragio
Il 3 agosto 1991 l’Oceanos lasciò il porto East London, Sudafrica, diretta a Durban. Salpò nonostante le avverse condizioni meteo, incontrando onde alte circa 9 metri e un vento di 40 nodi.
Verso le 21:30 UTC +2, al largo della costa del Transkei, avvenne un'esplosione nella sala macchine e la nave perse la forza di propulsione. Il direttore di macchina informò il comandante Yiannis Avranas che la nave stava imbarcando acqua, inondando la stanza del generatore elettrico, e di conseguenza stava andando alla deriva. Resosi conto dell'accaduto, l'equipaggio, in preda al panico, non chiuse le paratie stagne inferiori e non lanciò nessun allarme lasciando i passeggeri all'oscuro dell'accaduto fino a quando gli stessi non si resero conto della gravità della situazione. In questa fase, secondo molte testimonianze, molti membri dell'equipaggio, tra cui il capitano Avranas, avevano già indossato i giubbotti di salvataggio ed erano pronti ad abbandonare la nave, apparentemente incuranti della sicurezza dei passeggeri.
Fortunatamente alcune navi nelle vicinanze risposero all'SOS lanciato dal chitarrista e intrattenitore di bordo Moss Hills e la South African Navy, insieme alla South African Air Force, mise in atto una massiccia operazione di soccorso, utilizzando sedici elicotteri per riuscire a evacuare i 225 passeggeri che non avevano potuto lasciare la nave con le scialuppe di salvataggio.
Alla fine dell'operazione tutte le 571 persone che erano a bordo erano state tratte in salvo.
Alle 15:30 UTC +2 circa del 4 agosto 1991 l'Oceanos si inclinò su un fianco, la poppa si alzò verticalmente e la nave affondò. Le ultime cinque persone, tra cui tre animatori, erano state tratte in salvo pochi minuti prima.
L'intero affondamento della nave è stato ripreso da un elicottero che sorvolava la zona ed il filmato completo è tutt'oggi visibile sulle varie piattaforme.
Il comandante è stato accusato da molti passeggeri di averli abbandonati. Avranas ha sostenuto di aver lasciato la nave tra i primi al fine di organizzare meglio le operazioni di salvataggio, dichiarando inoltre: "Quando io do l'ordine di abbandonare la nave, non importa quando me ne vado. L'abbandono nave è per tutti. Se alcune persone hanno intenzione di rimanere, possono farlo."